# Hotel Bohema w Bydgoszczy

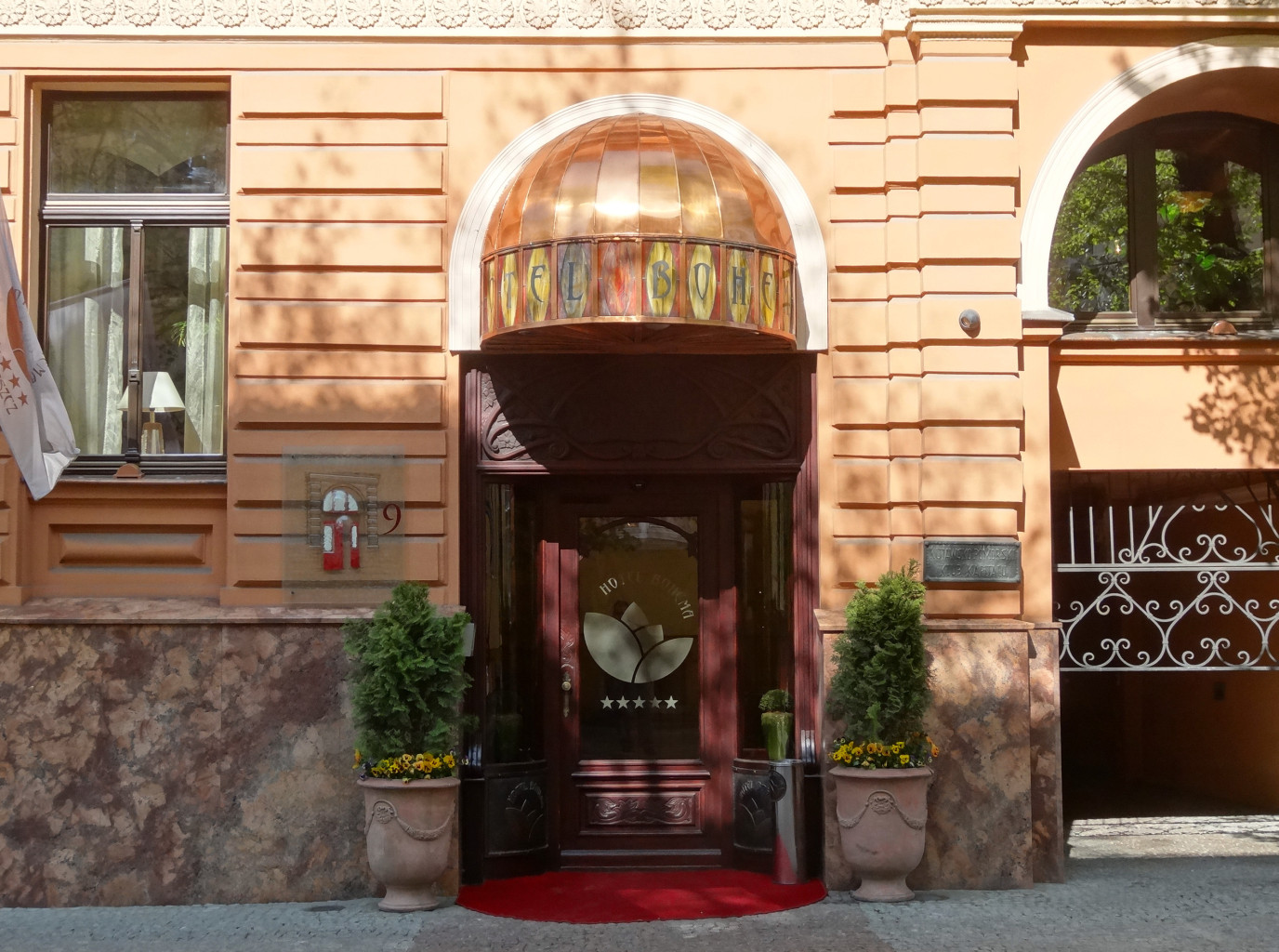
Wejście do hotelu od ul. Konarskiego

Hotel Bydgoszcz – Bohema Hotel & SPA – pięciogwiazdkowy hotel zlokalizowany w centrum Bydgoszczy.

## Lokalizacja
Hotel zlokalizowany jest w centrum miasta Bydgoszczy, w sąsiedztwie parku Kazimierza Wielkiego, placu Wolności i fontanny Potop.

## Historia
Hotel urządzony jest w eklektycznej kamienicy, którą zbudował w 1887 roku mistrz murarski, Anton Hoffman, ojczym Józefa Święcickiego, twórcy najpiękniejszych bydgoskich kamienic. Pierwszym właścicielem był kupiec niemiecki Otto Bollmann. Kamienica była domem czynszowym z pięcioma mieszkaniami. W końcu XIX i na początku XX wieku lokatorami byli wyżsi rangą oficerowie, urzędnicy i artyści m.in. malarz Jerzy Rupniewski. W 1920 roku nieruchomość przeszła w ręce Magdaleny Łaganowskiej, a w 1997 r. po okresie upaństwowienia powróciła w ręce prywatne. Od grudnia 2003 roku właścicielami budynku są Joanna i Janusz Franczakowie, którzy kamienicę przebudowali i od lipca 2008 jest ona siedzibą hotelu Bohema. Kawiarnię i restaurację Weranda otwarto 15 kwietnia 2007 roku, a pierwszych gości do hotelu przyjęto 6 lipca 2008 roku. 22 marca 2009 roku otwarto restaurację Czarny Diament.

## Charakterystyka
Hotel wyróżnia się wystrojem i atmosferą bogatego mieszczańskiego domu z okresu belle époque, m.in. zachowanym piecem kaflowym. Dysponuje 24 pokojami, w tym m.in. pokojami jednoosobowymi small (16-18 m²), jednoosobowymi classic (20-25 m²), dwuosobowymi (26-35m2), dwuosobowym superior (40 m²), studiem dla rodzin (60 m²), apartamentem szafirowym (45 m²), apartamentem złotym (65 m²), apartamentem szmaragdowym (80 m²), apartamentem bohema (145 m²).
Poza tym w hotelu znajduje się m.in. restauracja „Czarny Diament”, kawiarnia „Weranda”, sala Rubinowa, taras na dachu z jacuzzi, winiarnia, pokój palenia cygar, gabinet internetowy, złoty basen, sauna parowa i sucha, spa, gabinety Clarins. W restauracji Czarny Diament serwowane są niestandardowe kolacje w całkowitych ciemnościach. W hotelu odbywają się eventy, bankiety, konferencje, śniadania biznesowe, rozmowy rekrutacyjne. Co kilka miesięcy organizowane są wystawy prac artystów, koncerty, musicale oraz spotkania ze znanymi ludźmi filmu i estrady. Do dyspozycji jest zabytkowa limuzyna z szoferem w liberii, służąca podwożeniu gości. Naprzeciw hotelu usytuowany jest parking.
Od 2014 roku oferowana jest także przejażdżka łodzią po stawie w parku Kazimierza Wielkiego z winem musującym i przekąskami.

## Artyści w Bohemie
Hotel Bohema jest miejscem spotkań znanych artystów polskich. W cyklu „Artyści w Bohemie” występowali m.in.:
- 2009 – Wojciech Fibak, Zbigniew Zamachowski, Jan Nowicki
- 2010 – Beata Tyszkiewicz, Daniel Olbrychski, Jolanta Kwaśniewska, Stanisław Tym, Grażyna Wolszczak, Krzysztof Kowalewski, Wojciech Mann, Jacek Wójcicki, Konrad Mastyło
- 2011 – Olga Tokarczuk, Krzysztof Zanussi, Zbigniew Wodecki, Kora Jackowska, Katarzyna Figura, Wojciech Pszoniak, Anna Maria Jopek, Jerzy Owsiak
- 2012 – Maciej Maleńczuk, Marek Niedźwiecki, Justyna Steczkowska, Artur Andrus, Maria Czubaszek, Jan Nowicki
- 2013 – Anita Lipnicka, John Porter, Andrzej Sikorowski, Zbigniew Boniek, Stanisław Mikulski, Cezary Żak, Hanna Banaszak
- 2014 – Stanisława Celińska, Krystyna Prońko, Magdalena Zawadzka, Grażyna Szapołowska, Mariusz Szczygieł, Halina Frąckowiak
- 2015 – Wiktor Zborowski, Leonard Pietraszak, Tomasz Raczek, Andrzej Grabowski, Ewa Kasprzyk

Dwukrotnie nadawano też z kawiarni Weranda listę przebojów III Program Polskiego Radia: 1 kwietnia 2013 Piotr Baron, a 23 września 2015 Marek Niedźwiecki.

## Nagrody
Hotel Bohema od 2008 roku jest jedynym hotelem pięciogwiazdkowym w województwie kujawsko-pomorskim.
Hotel i restauracja zostały wyróżnione m.in. następującymi nagrodami:
- kucharze Tomasz Górski i Robert Kudliński wygrali konkurs IX Arte Culinaria Italiana – Warszawa (2009)
- kucharz restauracji Weranda Tomasz Górski został zwycięzcą w Kujawsko-Pomorskich VII potyczkach kulinarnych (2009)
- restauracja Weranda jako jedna z 17 najlepszych restauracji w Polsce została zakwalifikowana do udziału w akcji „Gęsina na Świętego Marcina” (2009)
- kucharz Jarosław Mikołajczyk zwyciężył w VI Festiwalu Kuchni Greckiej (2011)
- kucharze restauracji Weranda zdobyli III miejsce w ogólnokrajowym konkursie kulinarnym Kuchnia Polska Wczoraj i Dziś (2011)
- wyróżnienie w konkursie Odkrywca 2012 (2012)
- restauracja Weranda wzięła udział w finale prestiżowego konkursu kulinarnego Wine & Food Noble Night (2013)
- restauracja Weranda otrzymała nominację do Gęsinowego Szlaku Kulinarnego (2013)
- nagroda Travellers Choice portalu TripAdvisor (2014)
- nagroda Traveller’s Choice 2015 "Perła branży turystycznej wybrana przez miliony podróżnych" (2015)
- kucharz Karol Klinger zdobył III miejsce w konkursie kulinarnym Kulinarny Talent 2015 Roberta Sowy podczas targów Euro Gastro w Warszawie (2015)